# Maria Ludovica De Angelis
Pour les articles homonymes, voir De Angelis.
Maria Ludovica De Angelis (24 octobre 1880 - 25 février 1962) est une religieuse missionnaire italienne de l'Institut des Filles de Notre-Dame de la Miséricorde. Elle œuvre pendant plus de cinquante ans à l'hôpital de La Plata, en Argentine, se dévouant notamment auprès des enfants. Elle est vénérée comme bienheureuse par l'Église catholique. Elle est commémorée le 25 février selon le Martyrologe romain.

## Biographie
Antonina De Angelis, de son nom de baptême, est née le 24 octobre 1880 dans le quartier San Gregorio de L'Aquila, en Italie. Désireuse d'entrer dans la vie religieuse, elle intègre l'Institut des Filles de Notre-Dame de la Miséricorde, fondé par sainte María Josefa Rosello, le 14 novembre 1904. Après son noviciat, elle est envoyée en Argentine.
En 1907, elle est nommée à l'hôpital de La Plata, établissement dont elle occupera la direction jusqu'à sa mort. Elle se distingua pour son dévouement et son attention aux enfants, et en particulier aux plus nécessiteux d'entre eux. Elle basait son action sur une profonde dévotion pour l'Eucharistie et la Vierge Marie. 
En 1935, les premiers symptômes d'un cancer se font sentir. Malgré l'avancement de la maladie, sœur Marie Ludovica ne manqua pas une journée de service à l'hôpital, et ce jusqu'à sa mort, survenue le 25 février 1962.

## Béatification et canonisation

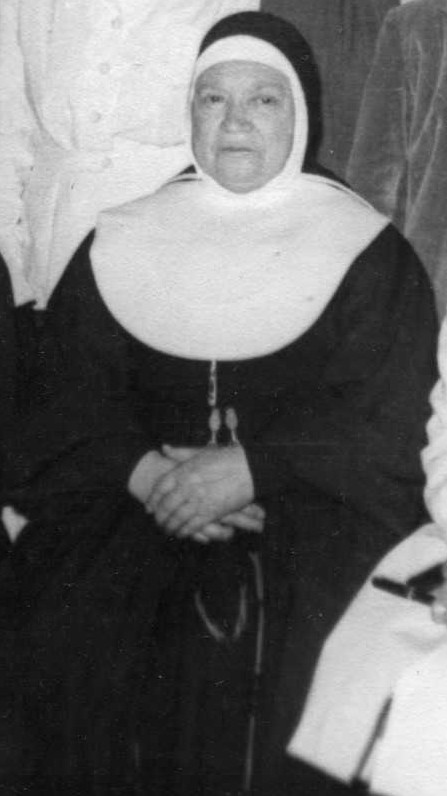
Maria Ludovica De Angelis, vénérée comme bienheureuse par l'église catholique depuis 2004.

- 1990 : introduction de la cause en béatification et canonisation pour l'enquête diocésaine, menée par le diocèse de La Plata.
- 2001 : le pape Jean-Paul II reconnaît ses vertus héroïques, lui attribuant ainsi le titre de vénérable
- 3 octobre 2004 : béatification célébrée par le pape Jean-Paul II sur la place Saint-Pierre de Rome, après la reconnaissance d'un miracle dû à son intercession.